# Na Khê
Na Khê là một xã thuộc huyện Yên Minh, tỉnh Hà Giang, Việt Nam.

## Địa lý
Xã Na Khê có vị trí địa lý:
- Phía đông giáp xã Lao Và Chải
- Phía tây giáp huyện Quản Bạ
- Phía nam giáp huyện Quản Bạ và xã Lao Và Chải
- Bắc giáp xã Bạch Đích và Trung Quốc.

Xã Na Khê có diện tích 49,16 km², dân số năm 2019 là 3.154 người, mật độ dân số đạt 90 người/km².

## Hành chính
Xã Na Khê được chia thành 10 thôn: Bản Rào, Thèn Phùng, Lùng Vái, Na Kinh, Bản Đả, Phú Tỷ 1, Phú Tỷ 2, Na Pô, Lúng Búng, Séo Hồ.

## Lịch sử
Trước đây, Na Khê là một xã thuộc huyện Đồng Văn.
Ngày 15 tháng 12 năm 1962, Hội đồng Chính phủ ban hành Quyết định số 211-CP về việc thành lập huyện Yên Minh trên cơ sở tách xã Na Khê thuộc huyện Đồng Văn.
Ngày 21 tháng 12 năm 1982, Hội đồng Bộ trưởng ban hành Quyết định 179-HĐBT về việc:
- Tách 3 xóm Séo Hồ, Bản Rào, Bản Đã của xã Bạch Đích sáp nhập vào xã Na Khê
- Tách 4 xóm Đoàn Kết, Na Pao, Phía Lái, Súi Gia Thèn của xã Na Khê sáp nhập vào xã Bạch Đích.